# Біц
Біц (нім. Bitz) — громада в Німеччині, знаходиться в землі Баден-Вюртемберг. Підпорядковується адміністративному округу Тюбінген. Входить до складу району Цоллернальб.
Площа — 8,82 км2. Населення становить 3716 ос. (станом на 31 грудня 2020).